# Biology Letters
«Biology Letters» (ISSN 1744-9561) — журнал, охватывающий в своих публикациях широкий спектр биологических дисциплин. Основан журналом «Proceedings of the Royal Society B» в 2005 году. Сначала выходил каждый квартал, с 2007 года выходит pаз в два месяца. Всё содержание публикуется онлайн еженедельно, иногда раньше, чем в бумажной версии.

## Содержание и темы
В журнале делается особый упор на эволюционную биологию и поведение животных, растёт репутация публикаций о молекулярной эволюции и многим другим областям. Главный редактор (2023) — Дэвид Бирлинг (англ. David Beerling), член Королевского общества. Все содержание журнала разбито на категории: «Поведение животных», «Биомеханика», «Экология сообществ», «Эволюционная биология», «Биология эволюционного развития», «Биология геномов», «Биология глобальных изменений», «Морская биология», «Молекулярная эволюция», «Нейробиология», «Палеонтология», «Патобиология», «Физиология», «Филогенетика», «Популяционная экология».